# 강화 보문사 마애관음보살좌상
강화 보문사 마애관음보살좌상(江華 普門寺 磨崖觀音菩薩坐像)은 인천광역시 강화군 보문사에 있는, 1928년 낙가산 중턱 일명 눈썹바위 암벽에 조각한 석불좌상이다. 높이 9.2m, 폭 3.3m이며, 1995년 3월 1일 인천광역시의 유형문화재 제29호로 지정되었다.

## 개요
금강산 표훈사의 주지인 이화응과 보문사 주지 배선주가 1928년 낙가산 중턱 일명 눈썹바위 암벽에 조각한 석불좌상으로, 높이 9.2m, 폭 3.3m이다.
머리에는 커다란 보관(寶冠)을 쓰고 있으며 얼굴은 네모진 모습이다. 얼굴에 비해 코는 넓고 높으며, 귀는 투박하고 목은 매우 짧게 표현되었다. 옷은 각이 진 양 어깨를 감싸고 있으며, 가슴에는 큼직한 卍자무늬가 새겨져 있다. 손에는 깨끗한 물을 담은 병을 들고 연꽃무늬 대좌(臺座) 위에 앉아 있으며, 불신 뒤에는 부처의 몸에서 나오는 빛을 형상화한 광배(光背)가 있다. 
이 불상은 문화재적인 가치보다는 성지(聖地)로서 더 중요시되고 있는데, 이 석불에서 기도를 하면 아이를 가질 수 있다고 하여 찾는 여인의 발길이 그치지 않는다고 한다. 

## 같이 보기
- 보문사

## 참고 자료
- 보문사 마애석불좌상 - 국가유산청 국가유산포털